# Ciudad de la Costa
La Ciudad de la Costa és una ciutat de l'Uruguai ubicada al sud-est del departament de Canelones, sobre la costa del Riu de la Plata, i entre els rierols de Carrasco i Pando. El seu extrem oest forma part de l'àrea metropolitana de Montevideo. És considerada la quarta ciutat més gran del país (després de Montevideo, Salto i Paysandú) i la tercera àrea urbana més extensa, després de Montevideo i Salto.
Va ser declarada ciutat el 1994, formada per molts municipis que fins a la data restaven com a balnearis independents. La Ciudad de la Costa té platges sobre el litoral sud i limita a l'est amb la Costa de Oro. Cap al nord-oest es troba l'Aeroport Internacional de Carrasco.
D'acord amb les dades del cens del 2004, tenia 83.888 habitants. Si es considera la zona suburbana, s'arriba als 121.000 habitants.
La seva economia es basa en el turisme i és també una ciutat residencial per a moltes persones que treballen a la capital del país, Montevideo.

## Balnearis de la Ciudad de la Costa
- Parque Carrasco
- Shangrilá
- San José de Carrasco
- Lagomar
- El Bosque
- Solymar
- Lomas y Médanos de Solymar
- El Pinar

## Agermanament
- Hollywood, Florida,  Estats Units[2]